# 卡里穆伊-諾馬內縣
6°29′38″S 144°49′08″E / 6.494°S 144.819°E
卡里穆伊-諾馬內縣（英語：Karimui-Nomane District），是巴布亞新畿內亞的縣份之一，位於新畿內亞島中部，由欽布省負責管轄，首府設於卡里穆伊，面積3,474平方公里，2011年人口52,159，人口密度每平方公里15人。